# Arnold Rakers
Arnold Heinrich Rakers (* 4. August 1903 in Nordhorn; † 21. September 1965 ebenda) war ein evangelisch-reformierter deutscher Sprachwissenschaftler und Pädagoge.

## Ausbildung und berufliches Wirken
Rakers entstammte einer alteingesessenen Nordhorner Handwerkerfamilie. Er wechselte 1916 von der Nordhorner Mittelschule an das Osnabrücker Ratsgymnasium, wo er 1923 das Reifezeugnis ablegte. Anschließend besuchte er bis zur Ersten Lehrerprüfung das Osnabrücker Evangelische Lehrerseminar. Der außergewöhnlich sprachbegabte Rakers schlug sodann eine universitäre Laufbahn ein. Er studierte drei Semester Philosophie und Germanistik in Münster, ein Semester in Zürich, zwei in München und sieben in Marburg. Nebenbei erwarb er sich noch profunde Kenntnisse in Mittelhochdeutsch, Mittelniederdeutsch, Sprach- und Literaturwissenschaften, Mathematik, Niederländisch, Althochdeutsch, Altsächsisch, Altisländisch, Latein, Pädagogik, Psychologie, Englisch, Hebräisch und Theologie. Von Studienfreunden lernte er noch weitere Sprachen, etwa Ungarisch. Auf Anregung seines Prof. Ferdinand Wrede, Leiter des Projekts „Deutscher Sprachatlas“, arbeitete er 1928 bis 1932 an seiner Promotion über die Mundarten der Grafschaft Bentheim in ihrer reichsdeutschen und niederländischen Umgebung, wozu er zwei Semester Feldstudien betrieb. Während der Promotionszeit arbeitete er an dem Deutschen Sprachatlas mit. Seine Dissertation konnte wegen der wirtschaftlichen Lage erst 1944 gedruckt werden, doch wurde der dazugehörige Kartenband durch Kriegsereignisse vernichtet. 1933 verließ Rakers die Universität Marburg und ging als einfacher Volksschullehrer zurück in die Grafschaft Bentheim. Hier unterrichtete er in Wielen, Georgsdorf, Bad Bentheim und Nordhorn. 1949 war Rakers führend beteiligt am Aufbau der Volkshochschule in Nordhorn.

## Öffentliches Wirken
Anfang der 1950er Jahre setzte das öffentliche Wirken ein. Rakers wurde im Februar 1953 in den Vorstand des Heimatvereins der Grafschaft Bentheim gewählt. Bereits 1948 hatte er maßgeblich mit dazu beigetragen, dass der Heimatverein einen niederdeutschen Gedichtband seines späteren Freundes Karl Sauvagerd herausgab, zu dem er einen sprachwissenschaftlichen Anhang beisteuerte. Beide waren führend daran beteiligt, dass die Niederdeutsch-Aktivisten dies- und jenseits der Grenze sich als Brückenbauer zwischen Deutschen und Niederländen betätigen. Das Verhältnis beider Völker war durch den deutschen Überfall, die Kriegs- und Nachkriegsereignisse stark getrübt.
Rakers setzte sich insbesondere im Rahmen einer starken regionalen Bewegung in den östlichen Niederlanden für eine Renaissance und Aufwertung der grenzüberschreitenden niederdeutschen Sprache in. Dazu hielt er zahlreiche Vorträge und schrieb Zeitungsartikel, die ihn weithin bekannt machten. Auch engagierte er sich an führender Stelle in Zusammenschlüssen niederländischer und deutscher Plattdeutsch-Schreiber, wie als Vorsitzender des „Schrieverkrings an Ems en Vechte“ oder als Vorstandsmitglied im „Bůnd van Sassischen Schrieverskringen in N.O.-Nederland en aangrensend Niederdüütschland“.
Rakers hielt auf dem Treffen der nedersaksischen Schrieverkringe am 25. Juni 1955 in Markelo in der Twente ein viele Wellen schlagendes Referat, das unter dem Titel „Stried föör de Modersproake“ veröffentlicht wurde. Er gehörte einige Zeit dem Redaktionsteam der grenzüberschreitenden Nedersaksisch-Zeitschrift „’t Swieniegeltje“ an, für die er programmatische Beiträge schrieb. Der Sprachwissenschaftler zählte zu den treibenden Kräften der „Vosbergen-Schriftweise“, die in zwei Symposien von Sprachwissenschaftlern und Literaten als eine grenzüberschreitende gemeinsame Schriftweise der deutschen und niederländischen Plattdeutsch-Schreibenden entwickelt wurde. Rakers warb in Wort und Schrift engagiert für diese „interregionale“ Schreibweise.

## Veröffentlichungen (Auswahl)
- Grafschafter Volksreime und Sprichwörter, zusammengestellt und sprachlich erläutert von Arn. Rakers. 1. Teil: Die Sammlung (Das Bentheimer Land, Bd. 5), Bentheim 1930.
- Die Bentheimer Verkleinerungssilben, in: Jahrbuch des Vereins für niederdeutsche Sprachforschung, Jg. 1929, Hamburg 1931, S. 147–154.
- Auf dem westfälischen Mundartwege nach Holland durch die Grafschaft Bentheim, in: Westfälische Forschungen, Bd. 2, Münster 1939, S. 188–213.
- Die Mundarten der alten Grafschaft Bentheim und ihrer reichsdeutschen und niederländischen Umgebung. Auf dialektgeographisch-geschichtlicher Grundlage (Veröffentlichungen des Provinzial-Instituts für Landesplanung und niedersächsische Landesforschung Hannover-Göttingen, Reihe A: Forschungen zur Landes- und Volkskunde, II: Volkstum und Kultur, Bd. 16), Oldenburg 1944.
- Noawoord en Woordliste, in: Karl Sauvagerd, Häideblomen. Gedichten en Geschichten ut de Groafschup Bentheim (Das Bentheimer Land, Bd. 31), Paderborn/Osnabrück 1948, S. 81–136.
- Een stukje volkskunde en dialect uit een achterhoek van de Graafschap Bentheim, in: Driemaandelijkse Bladen II. Jg., Nr. 7, Zwolle 1950, S. 33–47.
- Stried föör de Modersproake (Sassische weddergeborte, 2), Stadskanaal 1955.
- Vom 12. bis 19. April in Haus Vosbergen bei Groningen – Zweites „Niedersächsisches Symposion“ – Eine Rück- und Vorbesinnung für unsere Grafschaft, in: Grafschafter Tagespost Nr. 72 vom 26. März 1955.
- Arnold Rakers, Mundartatlas der alten Grafschaft Bentheim. Hrsg., bearbeitet und auf der Basis des Rakerschen Forschungsansatzes kommentiert von Hendrik Entjes und Hermann Niebaum (Emsland/Bentheim. Beiträge zur Geschichte, Bd. 9), Sögel 1993.